# Lillefinger (TV-serie)
Lillefinger är en dansk barnserie sänd av DR2 i samarbete med SVT B, YLE och NRK1.
Serien handlar om "Lillefinger", som bor i ett trähus tillsammans med sin familj. Hennes bästa vän är en rödmyra, och han kallas "Myra". Myra bor ensam i en jordkula i marken.
I Sverige är Lillefingers röst dubbad av Tea Stjärne.